# The Macedonian
The Macedonian is een roman uit 1931 van de Britse schrijfster Mary Butts. In een reeks scènes bestudeert Butts de persoonlijkheid van Alexander de Grote en in het bijzonder zijn neiging om te denken dat hij god is. Zijn praktische vaardigheden als generaal en bewindvoerder blijven op de achtergrond, behalve wanneer zijn succes de notie van zijn eigen goddelijkheid aanmoedigt. Butts vestigt haar aandacht op zijn innerlijke leven. De 'goddelijke' visie van Alexander begint met de vereniging van Griekenland onder Macedonisch gezag, met het oog op de verspreiding van het hellenisme doorheen het Oosten. Zijn visie evolueert naar het tot stand brengen van een fusie van Perzië met Hellas, en eindigt met het opgaan van alle naties in een enkel koninkrijk van de mensheid. Volgens Butts bevestigt dit het geloof van Alexander in zijn eigen goddelijkheid. Zonder dat geloof zou hij nooit een poging ondernomen hebben om een dergelijk 'goddelijk' doel te bereiken.